# Op heksenjacht
Op heksenjacht is het 14de stripverhaal van Jommeke. De reeks wordt getekend door striptekenaar Jef Nys.

## Personages
- Jommeke
- Flip
- Woutje Wacht (kabouter)
- Schommelbuik (kabouter)
- Koning Sleepbaard (kabouter)
- Dokter Wijzenbaard (kabouter)
- Langteen (kabouter)
- Knaagtand (kabouter)
- Hakeneus (heks)
- Steketand (heks)
- Pierehaar (heks)
- kleine rollen : Knagebet (eekhoorn), Piko (raaf), Zara (kat), Pinhaar (kabouter), Krulneus (kabouter), kabouters uit Kabouterland

## Verhaal
Als Jommeke en Flip door de bossen trekken, ontdekken ze bij toeval een holle boom met daarin een onderaardse gang. Als ze die volgen komen ze uit in een land dat door kabouters wordt bewoond, Kabouterland. Ze ontmoeten er de kabouters die hen naar hun koning Sleepbaard meenemen. Die blijkt ziek te bed te liggen. Jommeke en Flip besluiten hem te genezen en vermoeden dat zijn ziekte voortkomt van de drie heksen die Kabouterland terroriseren : Hakeneus, Steketand en Pierehaar.
Samen met enkele kabouters willen ze de heksen verdrijven, maar net op dat moment slagen de heksen er in de Kabouterschat te bemachtigen. Opnieuw trekt Jommeke met enkele kabouters ten strijde tegen de heksen, ditmaal met enkele wapens, zoals het vliegtuig, de Straalvogel. Ze vinden de heksen in een spelonk waarin ze in het goud zwemmen. Met een katapult en waterkanon slagen zij erin de heksen op te sluiten. Ze worden allemaal vastgebonden en met een stok afgeranseld. Wanneer de kabouters de schat bijeenrapen, ontsnappen de heksen. Opnieuw moeten Jommeke en de kabouters hen zien te overmeesteren. Hierbij wordt de neus van Hakeneus rechtgetrokken en wordt de neus van Pierehaar platgeduwd wanneer ze neerstort met haar vliegende bezem. De tand van Steketand wordt gebroken. De heksen vluchten al jammerend uit Kabouterland. Jommeke en de kabouters keren met de schat terug naar koning Sleepbaard die meteen genezen is. Het verhaal wordt afgesloten met een feestmaal.

## Achtergronden bij het verhaal
- In dit verhaal komen voor het eerst de kabouters van Kabouterland en de drie heksen voor. De kabouters komen later in de reeks nog eens voor, de heksen zelfs drie maal, meer bepaald in de albums Het heksenbal, Het schuimspook en Pannenkoeken van Pierehaar.
- De kabouters van Kabouterland kregen na dit album een eigen reeks met 11 albums : Met Langteen en Schommelbuik voorwaarts.
- Dit is het eerste album sedert de introductie van Filiberke, waarin Jommekes beste vriend niet meespeelt.
- Op heksenjacht is het eerste album dat zich echt in een fantasieland afspeelt. Het is een verborgen, maar erg groot land dat voor de mensen totaal onbekend is. Dergelijke verborgen landen zullen in de reeks nog meermaals voorkomen, vaak met personages die geen gewone mensen zijn. Meestal moeten Jommeke en zijn vrienden het bestaan van het land geheim houden.
- De straalvogel, die Jommeke gebruikt voor het verslaan van de heks met de vliegende bezem, kwam reeds eerder voor in het album De straalvogel.
- Dit is een van de populairste Jommekesalbums. In een bevraging van stripspeciaalzaak.be-lezers eindigde het album op nummer 6[1].
- De hoofdfiguren uit Luc Morjaeu's stripreeks Biep en Zwiep zijn op deze heksen geïnspireerd.[1]